# Bobrek (podobóz KL Auschwitz)
Bobrek (niem. Arbeitslager Bobrek) – niemiecki nazistowski podobóz Auschwitz-Birkenau w czasie II wojny światowej, zlokalizowany w Bobrku koło Oświęcimia.

## Historia
Jesienią 1943, po zbombardowaniu berlińskiej fabryki Siemens-Schuckert, zdecydowano się przenieść produkcję do Auschwitz. Nową fabrykę ulokowano w budynkach przedwojennej fabryki nawozów sztucznych. W listopadzie 1943 do Oświęcimia przyjechał inżynier Kurt Bundzus, który wybrał ok. 120 fachowców pochodzenia żydowskiego. Po wyborze trafili oni do baraku nr 11, pełniącego funkcję więzienia, ale wyjaśniono im, że nie zostali tam wysłani w ramach kary, tylko mieli oczekiwać na początek pracy w Bobrku.
Od stycznia 1944 więźniowie codziennie maszerowali pieszo około 8 km do fabryki, aby przygotować obiekt na założenie podobozu. W kwietniu zostali tam umieszczeni na stałe. Po przejściu szkolenia zaczęli pracować przy produkcji elementów silników oraz osprzętu elektrycznego dla samolotów i okrętów podwodnych. Warunki panujące w podobozie były wyjątkowo dobre, magazyn, w którym mieszkali więźniowie, był ogrzewany i miał ciepłe prysznice, nie znęcano się również nad nimi fizycznie – do 17 stycznia 1945 nie odnotowano żadnego zgonu. Natomiast pracownicy Siemensa często przymykali oko na przerwanie pracy z powodu zmęczenia. Było to związane z faktem, że ze względu na wykształcenie fachowcy byliby trudni do zastąpienia.
Zgodnie z danymi 30 grudnia 1944 w obozie przebywało 38 kobiet, a 17 stycznia 1945 roku – 213 mężczyzn. 18 stycznia miała miejsce ewakuacja, więźniowie pieszo udali się do podobozu Gleiwitz II, a stamtąd pociągami do KL Buchenwald. Część z nich przeniesiono później do KL Sachsenhausen, gdzie do końca wojny pracowali w podobozie w Siemensstadt, w fabryce Siemensa.